# Аца Йованович
Аца Йованович (серб. Аца Јовановић) (1960) — сербський дипломат. Надзвичайний і Повноважний Посол Сербії в Україні (з 2020).

## Життєпис
Народився у 1960 році в місті Белград. У 1996 році закінчив Дефектологічний факультет Белградського університету. Кандидат юридичних наук. Володіє англійською мовою.
У 1980—2002 рр. — співробітник підрозділу Міністерства внутрішніх справ Республіки Сербія.
У 2002—2004 рр. — співробітник Міністерства юстиції Республіки Сербія.
У 2004—2009 рр. — міністр-радник, заступник керівника Відділу безпеки Міністерства закордонних справ Республіки Сербія;
У 2009—2010 рр. — міністр-радник з економічних питань, преси та культури Посольства Республіки Сербія у місті Загреб (Хорватія);
У 2010—2013 рр. — міністр-радник, консул Генерального Консульства Республіки Сербія у місті Баня-Лука (Боснія і Герцеговина);
У 2013—2017 рр. — посол-керівник Консульського відділу Міністерства закордонних справ Республіки Сербія;
У 2017—2019 рр. — посол-помічник міністра закордонних справ з консульських та юридичних питань МЗС Республіки Сербія;;
З 2019 року — Надзвичайний і Повноважний Посол Республіки Сербія в Києві (Україна);
21 січня 2020 року — вручив копії вірчих грамот заступнику міністра закордонних справ України Василю Боднарю.
15 квітня 2020 року вручив вірчі грамоти Президенту України Володимиру Зеленському.